# جوليان فيرنانديز
جوليان فيرنانديز (16 مارس 1985 بمونلوسون في فرنسا - ) هو لاعب كرة قدم برتغالي في مركز الوسط. شارك مع منتخب البرتغال تحت 21 سنة لكرة القدم. أما مع النوادي، فقد لعب مع نادي تروا ونادي غوادالاخارا ونادي فيتوريا سيتوبال ونادي كارتاخينا وFC Jumilla ‏ وAtlético Coruña Montañeros CF ‏ وSD Ciudad de Santiago ‏ وAiginiakos F.C. ‏ ونادي إيراكليس وإينوسيس نيون باراليمني ‏.

## وصلات خارجية
- جوليان فيرنانديز على موقع قاعدة بيانات كرة القدم.إي يو (الإنجليزية)
- جوليان فيرنانديز على موقع Soccerway.com (الإنجليزية)